# Бечејски мозаик
Бечејски мозаик су недељне новине информативног карактера, у приватном власништву. Баве се друштвено-политичким темама, привредом, хроником, екологијом, здрављем, спортом, културом, модом, као и темама које су значајне за живот грађана општине. Излазе петком, штампају се латиничним писмом, у А3 формату, на 16 страна. Од тога, 4 стране су на мађарском језику. Владан Филипчев је власник, директор, главни и одговорни уредник. Кристина Деметер Филипчев је његова заменица и уредница на мађарском језику. 25. маја 2012. изашао је 600 број. Старији бројеви, из 2009. и 2010. године, као и додаци, чије је објављивање омогућио Покрајински секретаријат за културу и јавно информисање, могу се преузети бесплатно у пдф формату, са званичне веб презентације.

## Историјат
Први број „Бечејског мозаика“ се појавио у продаји 6. јула 1994. године. Оснивач и издавач је био ПП „МИ-КОМЕРЦ“, а директор Геза Берчек. Лист је имао 16 страна А4 формата. Половина страница била је на српском, а друга половина на мађарском језику. Међутим, после 53. броја недељник је престао са излажењем.
Поново је покренут 25. јуна 1997. године, у истом формату и истог изгледа. Излазио је наизменично, на српском и мађарском језику. Издавач је била д.о.о. „Јустиција“ Бечеј, а главни и одговорни уредник Тихомир Бранков. Међутим, након шест бројева „Бечејски мозаик“ поново престаје да се штампа.
У новом покушају, оснивачка права преузима Тихомир Бранков, који постаје номинални власник и директор. За главног и одговорног уредника тада је ангажован професионални новинар Експрес политике из Београда, Слободан Клисински, тако да је од 10. фебруара 1998. године почела да излази нова серија, али само на српском језику, измењеног дизајна, формата А3. Новине су излазиле двонедељно, сваког другог петка. После осмог броја, због слабог интересовања читалаца и мале зараде од огласног простора, поново је претила опасност од затварања, па је извршена нова промена у уређивачком одбору. Тада је за главног и одговорног уредника именован Владан Филипчев. Новине су поново почеле да се фокусирају на локална дешавања, укључујући и суседну општину Нови Бечеј. Од 8. августа 1998. излази додатак на мађарском језику, а уследило је приступање асоцијацији „Локал прес“.
Од 10. маја 2002. године новине излазе недељно, а од септембра исте године повећан је број страна, са 12 на 16. Са истом периодиком и бројем страница излази и данас. Тихомир Бранков је крајем 2006. године отишао у пензију .

## Политика
Према тврдњама главног и одговорног уредника, „Бечејски мозаик“ је „независна демократска новина, која свакоме пружа могућност да изрази своје мишљење, без обзира на политичку, националну, расну и полну припадност, уз услов да се поштује Закон о јавном информисању и професионални кодекс и начела новинарске етике“. 
На страницама ових новина могу се пронаћи текстови уперени против уређивачке политике недељника.. Због отвореног приступа према проблемима у друштву и критичког става, који се лако примећују прелиставањем објављених чланака, лист је у различитим периодима свог постојања, доживљавао непријатности и притисаке, више пута је јавно оптуживан од стране разних моћника, локалних и других политичара, а вођено је и неколико судских спорова.

## Тираж
Уредништво „Бечејског мозаика“ претежно избегава да даје податке о тиражу. Ипак, у јубиларном 500. издању (1. април 2010) поменуто је да се у периоду од 1998. до 2003. године тираж штампаног издања кретао изеђу 1.550 и 1.750 примерака, док је веб издање, постављено још 1999. године, у тренутку објављивања јубиларног броја имало око 16.000 посета месечно.